# Sedad Eldem

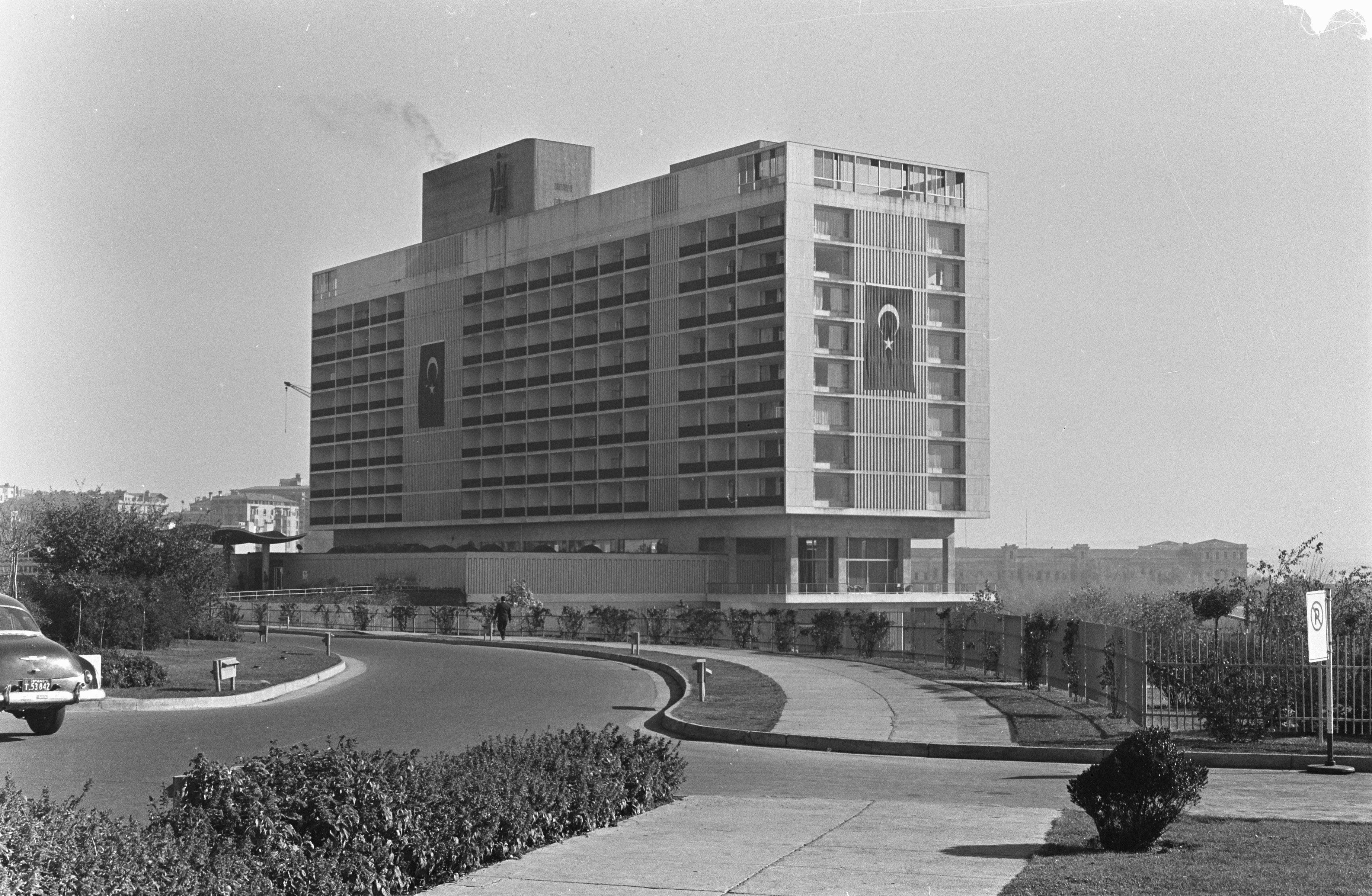
Hotel Hilton (1952-1955), de Gordon Bunshaft (Skidmore, Owings and Merrill) y Sedad Eldem, Estambul

Ömer Sedad Hakkı Eldem (Estambul, 18 de agosto de 1908-ibidem, 7 de septiembre de 1988) fue un arquitecto turco. 

## Trayectoria
Nació en Constantinopla (actualmente Estambul) en 1908, hijo de İsmail Hakkı Eldem. Estudió en la Academia Estatal de Bellas Artes de Estambul (1924-1928), institución de la que profesor desde 1934 hasta su jubilación.
Pionero de la arquitectura moderna en su país, recibió la influencia del arquitecto suizo Le Corbusier, uno de los padres del racionalismo, como se aprecia en las oficinas de la Compañía Turca de Instalación Eléctrica y la casa Firdevs Hanım, ambas en Estambul y de 1934.
Posteriormente retornó hacia la arquitectura otomana tradicional, al tiempo que recibió la influencia de la arquitectura orgánica de Frank Lloyd Wright. En este estilo realizó principalmente casas y villas, como la villa Ağaoğlu en Estambul (1936), la casa Rıza Derviş en Büyükada (1956), la casa Uşaklıgil en Emirgan (1956-1965), la villa Suna Kıraç en Vaniköy (1965), la villa Semsettin Sirer en Yeniköy (1966-1967) y la villa Rahmi Koç en Tarabya (1975-1980).
Al mismo tiempo, en otras obras desarrolló un estilo inspirado por la arquitectura oriental —especialmente persa— y por el monumentalismo clasicista de Paul Bonatz, presente sobre todo en edificios públicos: Facultad de Letras de la Universidad de Estambul (1942-1944), Facultad de Ciencias de la Universidad de Ankara (1943-1945), Palacio de Justicia de Estambul (1948), oficinas de la Seguridad Social en Estambul (1962-1964) y Embajada de los Países Bajos en Ankara (1973).
Otra obra relevante de Eldem fue el Hotel Hilton en Estambul (1952-1955), realizado con Gordon Bunshaft, del sello estadounidense Skidmore, Owings and Merrill. Esta obra lo acercó del nuevo al racionalismo, en el que realizó también la Biblioteca Atatürk en Taksim (1973-1975).
Eldem se dedicó también al terreno de la investigación y, en 1955, publicó Tipología de las viviendas turcas, fruto de sus estudios sobre la casa turca, los quioscos y los jardines otomanos de los siglos xvi al xix.
En 1986 fue galardonado con el Premio Aga Khan de Arquitectura por su complejo de la Seguridad Social de Estambul.